# Swastika (symbool)

Een decoratieve swastika uit het hindoeïsme

De swastika (ook hakenkruis) is een symbool dat voorkomt in verschillende Euraziatische culturen en stamt uit de Indusbeschaving. Het is een in de loop van de geschiedenis vaak gebruikt teken in allerlei culturen wereldwijd en staat in het algemeen voor levenskracht, geluk of heiligheid. Zo is het een van de heiligste tekens in het hindoeïsme en jaïnisme en wordt het ook gebruikt in het boeddhisme. Het symbool (卐) komt echter ook voor op vroegchristelijke graftomben in de catacomben bij Rome, op Romeinse schilden (scuta), op Griekse en Romeinse mozaïekvloeren uit de oudheid, en op houten klompen van Noorse Vikingen uit de vroege middeleeuwen.
In de jaren voor en tijdens de Tweede Wereldoorlog werd de swastika gebruikt door Hitler en de nazi's als het hakenkruis. Sindsdien wordt het hakenkruis in westerse landen vooral geassocieerd met het nationaalsocialisme en zijn racistische ideologie, ondanks de zeer oude geschiedenis van het symbool zelf, dat dateert van vele eeuwen voor de rassentheorieën en het (pseudo-)wetenschappelijk racisme zoals die ontstonden in de 19e en vroege 20e eeuw.

## Overzicht

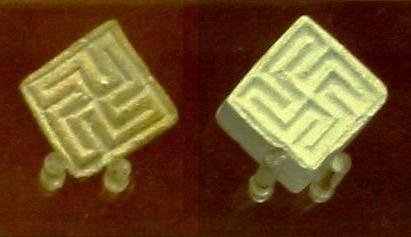
Swastika's uit de Indusbeschaving

Finse swastika van de luchtmacht, gebruikt tussen 1918 en 1944

Nazi-hakenkruis

Letse swastika van de luchtmacht gebruikt tussen 1918 - 1940

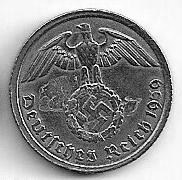
Hakenkruis met de adelaar op een Reichspfennig-munt van 10 uit 1939

De oudste swastika's zijn gevonden bij de vroege bewoners van het Euraziatische continent (Indusbeschaving), maar ze werden wellicht onafhankelijk daarvan gebruikt door de indianen van Amerika. In India wordt de swastika nog altijd gebruikt bij spirituele en civiele ceremoniële gelegenheden. De meeste tempels in India en Nepal, maar ook huwelijksfeesten zijn versierd met swastika's. Het symbool is ook verwerkt in bijvoorbeeld metalen hekwerken voor ramen en deuren en aangebracht boven de voordeuren van woningen en andere gebouwen.
De swastika is ook een van de symbolen die voorkomen op afbeeldingen van de voet van Boeddha. In het Chinese boeddhisme is de swastika vaak terug te vinden op de borst van Boeddhabeelden.
Aan het begin van de twintigste eeuw werd de swastika wereldwijd gebruikt als een symbool van voorspoed en geluk. Zo stond de swastika op de rand van boeken van de Anglo-Indische schrijver Rudyard Kipling en werd het symbool gebruikt binnen de scoutingbeweging van Robert Baden-Powell. Ook was het het favoriete gelukssymbool van de laatste tsarina van Rusland, Alexandra Fjodorovna. Zij had van Raspoetin een hanger gekregen in de vorm van een swastika. Het laatste kerstgeschenk dat ze van haar dochter Tatjana kreeg, was een notitieboekje met op de voorkant een hakenkruis met naar links wijzende haken. Ook kraste zij het hakenkruis in de muur van haar slaapkamer in Jekaterinburg, in het huis van Ipatjev.
Sinds de opkomst van de Nationaalsocialistische Duitse Arbeiderspartij in Duitsland is de swastika in de westerse wereld een symbool geworden dat sterke associaties oproept met fascisme, racisme, de Tweede Wereldoorlog en de Holocaust. Deze associatie is echter niet te wijten aan de oorspronkelijke betekenis van de swastika.
De NSDAP hees in de zomer van 1920 voor het eerst een hakenkruisvlag. Hitler en zijn aanhangers waren zo enthousiast over hun nieuwe vaandel met het vermeende oude Germaanse motief dat de uitwerking ervan was als de uitwerking van een brand. De bekende vlag van nazi-Duitsland werd echter pas halverwege de jaren 1920 door Hitler persoonlijk ontworpen. Hij zette een zwarte rechtswijzende swastika in een witte cirkel op een felrode achtergrond, naar de kleuren van de vlag van het Duitse Keizerrijk (zwart-wit-rood).
Vóór de opkomst van Hitler was de swastika in Europa bekend geraakt door de archeologische ontdekkingen van Heinrich Schliemann, die het teken aantrof op de vindplaats van het oude Troje en het associeerde met de vroege migraties van de Indo-Europese (Arische) volkeren. De nazi's namen het over van eerdere Duitse nationalistische völkische bewegingen, die het als symbool van hun arische identiteit gingen beschouwen, een concept dat door theoretici als Alfred Rosenberg gelijkgesteld zou worden met een Noords meesterras dat volgens hem in het noorden van Europa moest zijn ontstaan. De swastika is nog altijd een kernsymbool voor neonazigroepen en wordt ook door allerlei actiegroepen gebruikt om het vermeende nazi-achtige gedrag van groepen die zij bestrijden, mee aan te duiden.
Na het einde van de Tweede Wereldoorlog werd het traditionele gebruik van de swastika ontmoedigd, al werd het symbool nog vele jaren later gebruikt door lokale overheden. Er zijn wel pogingen gedaan om het publiek in het Westen voor te lichten over de prehistorische oorsprong van de swastika en op te roepen om verder te kijken dan de vrij recente associatie met de nazi's, maar die hebben tot op heden weinig uitgehaald.
Vooral in oosterse culturen (India, Nepal, Tibet, China) wordt de swastika daarentegen nog algemeen gebruikt, ook in symbolen van organisaties. Zo heeft de Rode Swastika, een in China gebaseerde religieuze internationale hulporganisatie die vergelijkbaar is met het Rode Kruis, in plaats van een kruis een linkswijzende swastika als logo. De Aziatische religieuze beweging Falun Gong, die steun en aanhang in het Westen zoekt, ziet zichzelf ertoe genoodzaakt telkens uit te leggen dat de door hen gebruikte swastika's niets te maken hebben met nationaalsocialisme, maar voor positief bedoelde aspecten staan.

### De swastika infaleristiekenheraldiek
In nazi-Duitsland werden onderscheidingen en wapenschilden uiteraard veelvuldig met hakenkruisen versierd. Tegen het dragen van onderscheidingen met hakenkruisen treedt de regering van de Bondsrepubliek streng op; het is nog steeds verboden en strafbaar. Op de onderscheidingen die nog wel gedragen mogen worden, het IJzeren Kruis, Duitse Kruis en de Orde van Oorlogsverdienste moet het hakenkruis zijn vervangen door een eikenblad of een jaartal 1939. Ook het verzamelen of afbeelden van onderscheidingen met hakenkruisen is aan strenge regels onderworpen. In Finland zijn de hakenkruisen in de kleinoden van Finse onderscheidingen in slechts één geval verwijderd: de keten van de vaak aan Europese staatshoofden verleende Orde van de Witte Roos (Finland) werd in 1963 van de prominent afgebeelde hakenkruisen ontdaan. In de versierselen van de Orde van het Vrijheidskruis (Finland) en ook op de standaard van de Finse president wordt de swastika nog steeds afgebeeld. In de familiewapens van de Nederlandse en Vlaamse families Dröge, de Koning, Sonnema, Ebbinge en Van den Elzas komen swastika's voor. Na de Tweede Wereldoorlog heeft menigeen het hakenkruis in het familiewapen vervangen door een ander teken.

## Etymologie en alternatieve namen
Het woord swastika is afgeleid van het Sanskriet स्वस्तिक (svastika), dat de betekenis heeft van dat wat gunstig of gelukbrengend is en in het bijzonder als teken voor personen en objecten om hun geluk mee aan te kondigen. Het woord is opgebouwd uit su (overeenkomend met het Griekse ευ-), dat goed betekent en uit as dat zijn betekent met achtervoegsel ti; svasti betekent dus wel-zijn en staat voor iets dat algeheel welzijn of geluk brengt. Het achtervoegsel -tika betekent ook teken; daarom wordt in India ook weleens de alternatieve naam shubtika (goed teken) gebruikt. Het woord wordt het vroegst gevonden in het Klassieke Sanskriet (in de epische verhalen Ramayana en Mahabharata).
Alternatieve woorden voor de swastika:
- hakenkruis, benaming voor het afgeleide symbool die door Hitler en de nazi's werd gebruikt
- zonnewiel, een naam die ook wel wordt gebruikt voor het zonnekruis
- tetraskelion, Grieks voor vierbenig (vergelijk triskelion)
- de zwarte spin, voor mensen in Midden- en West-Europa en vooral bekend uit een uitspraak in de film The Sound of Music: “Maybe the flag with the black spider on it makes people nervous”
- fylfot (dat vier-voet betekent, voornamelijk gebruikt in wapenkunde en architectuur)

## Geometrie en symboolfunctie

Swastika linksomdraaiend: tegen de klok in

Rode Swastika, rechtsomdraaiend, met de wijzers van de klok mee

Een linksomdraaiend swastika kan ook rechtsomdraaiend worden geïnterpreteerd

De armen van de swastika kunnen verschillende breedtes hebben en zijn meestal (maar niet altijd) rechtlijnig. De swastika is chiraal (dit wil zeggen: geen spiegelsymmetrie bezittend), maar de twee spiegelbeeldige varianten hebben de symmetrie van een cyclische groep (C4), omdat iedere rotatie van 90 graden weer dezelfde figuur oplevert.
Er zijn dus qua vorm twee swastikavarianten (卐 en 卍). Het onderscheid is erg duidelijk te zien, maar de benoeming ervan leidt tot allerlei vergissingen. De terminologie wordt inconsequent gebruikt, soms zelfs door eenzelfde schrijver. De twee varianten worden genoemd:
- linkswijzend en rechtswijzend
- linksomdraaiend (tegen de klok in) en rechtsomdraaiend (met de klok mee)

Deze termen zijn echter dubbelzinnig, vandaar de verwarring over het gebruik van al deze aanduidingen. Een juiste eenduidige benoeming voor 卐 zou zijn: de bovenste zijtak (of arm) wijst naar rechts. Deze vorm zou door veel mensen als linksomdraaiend worden aangeduid. Maar de vormaanduiding zegt niets over de richting van het draaien zelf.
Soms wordt de 卍-variant sauwastika genoemd (ook vaak geschreven als sauvastika), maar dit wordt niet als authentiek beschouwd. De term schijnt ontstaan te zijn door een klankverandering in het Sanskriet. Meestal worden beide varianten gewoon als swastika aangeduid.
De belangrijkste associatie is die met de zon, die opkomt in het oosten en ondergaat in het westen. Dat is op het noordelijk halfrond (en kijkend naar het zuiden) met de wijzers van de klok mee oftewel rechtsom. In de westerse cultuur wordt dit als positief ervaren (licht, dag, rechtsom). In het boeddhisme wordt bijna altijd de sauwastika 卍 gebruikt als oorspronkelijk symbool voor de zon, leven en gezondheid. De linksdraaiende 卐 wordt als kwaadaardig beschouwd en is in het boeddhisme een onbedoelde fout van de maker. Als positief symbool zie de Rode swastika en de Hebreeuwse swastika.
Ook worden er weleens associaties met de rotatie van de nachtelijke sterrenhemel rond de poolster genoemd. Dat is eenduidiger omdat de poolster alleen vanuit het noordelijk halfrond gezien kan worden en kijkend naar het noorden. De rotatierichting is dan tegen de wijzers van de klok in: linksom. Dit wordt als negatief ervaren (donker, nacht, linksom); zie ook het Latijnse woord sinister, dat links betekent. Bovendien komt hier nog de collectieve ervaring van het nazisme bij, dat de 卐 (linksdraaiende) swastika gebruikte.
De associaties met zon en poolster werken verwarrend omdat ze tegengesteld zijn. De vorm van de swastika ziet men niet terug in de hemel. Toch kan dit symbool ook tweevoudig gezien worden: een rechtsdraaiende swastika is in spiegelbeeld een linksdraaiende swastika. Dag-nacht, links-rechts, donker-licht: onze wereld laat zich net zo makkelijk tweevoudig als één-, drie-, of viervoudig duiden. Zo kent het hindoeïsme het symbool als tweevoudig. In zichzelf van binnen naar buiten: dus de één 卐 in de ander 卍 of naast elkaar 卍卐卍卐卍卐. In gebouwen maakt men de swastika met gaten, zodat men beide verschijningsvormen aan beide zijden van de muur kan zien.
Sauwastika's 卍 worden onder meer gebruikt door de volgelingen van de van oorsprong Tibetaanse bön-religie om aan te tonen dat ze een andere godsdienst hebben dan de volgelingen van het Tibetaans boeddhisme, die een 卐-swastika gebruiken. De betekenis van beide symbolen is voor de volgelingen van beide religies dezelfde. In spirituele leren kan alles tegengesteld zijn aan het menselijke voorstellingsvermogen. Zo geldt in het taoïsme de regel dat het tao dat omschreven/benoemd kan worden, niet het tao is.

## Kunst en architectuur
De swastika is een veelgebruikt motief in de tegenwoordige hindoe-architectuur en in de Indiase kunst, maar was dat vanouds ook in de westerse architectuur. Zo komt men de swastika tegen in mozaïeken, op friezen en op andere bouwstructuren uit de oudheid. Griekse architectuurontwerpen uit de oudheid zijn vergeven van de in elkaar grijpende swastika-motieven. Verwante symbolen in de klassieke westerse architectuur zijn onder andere het kruis, de driebenige triskele of triskelion en de afgeronde lauburu. De swastika is ook aangetroffen in Pictische grottekeningen, op Grieks aardewerk, op oude Noorse wapens en werktuigen en zelfs op hun klompen. In Frankrijk werd het symbool zo'n zevenduizend jaar geleden in grotwanden gekrast en ook in oude grottekeningen in India zijn swastika's gevonden.

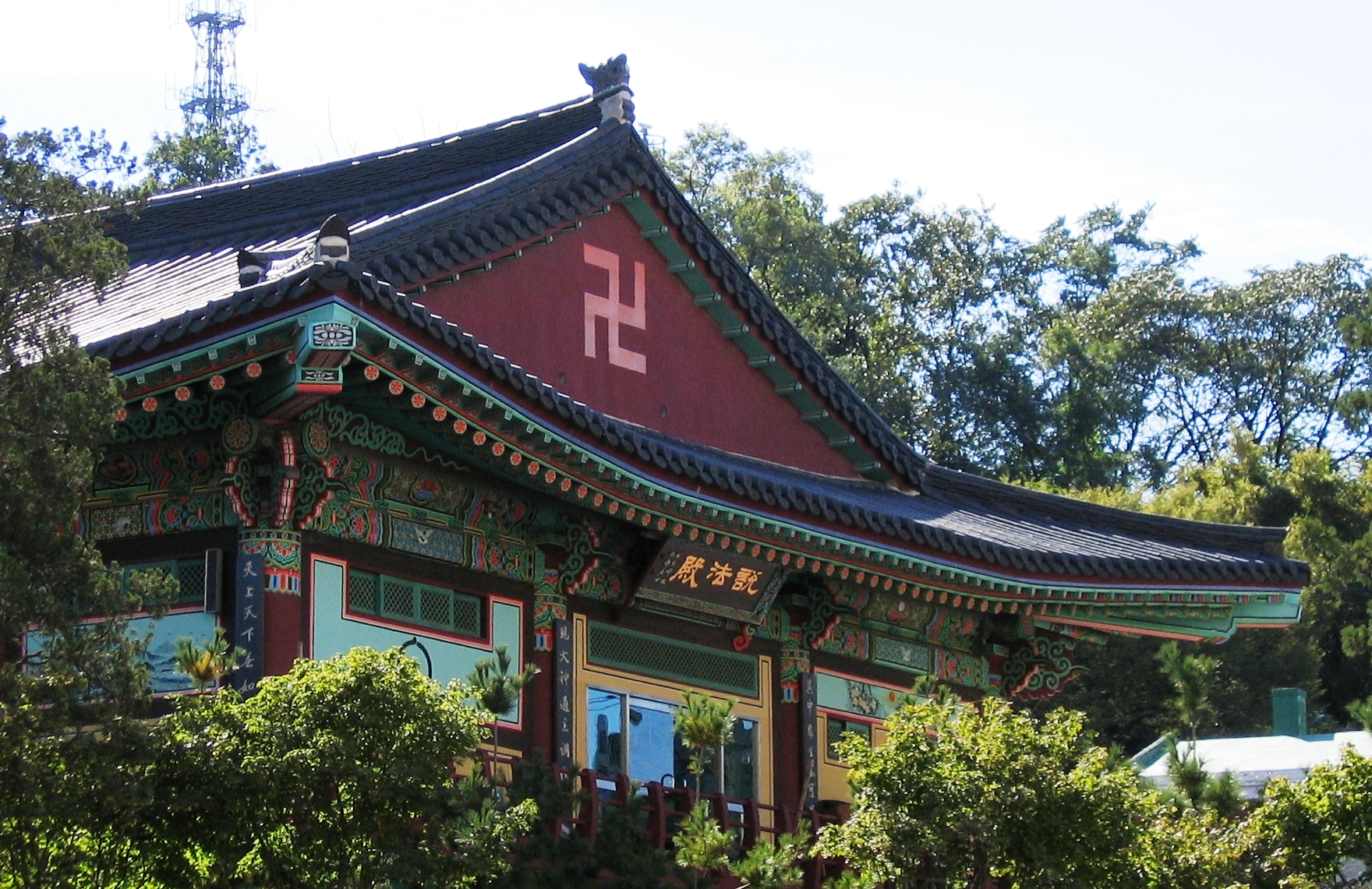
Swastika in Seoel

In Chinese, Koreaanse en Japanse kunstvormen wordt de swastika vaak als patroon gebruikt. Een van deze Japanse patronen wordt sayagata genoemd en bestaat uit zich herhalende links- en rechtswijzende swastika's, die door middel van lijnen met elkaar verbonden zijn.
In de Grieks-Romeinse kunst en architectuur en in de Romaanse en Gotische kunst van het Westen is de enkelvoudige swastika betrekkelijk zeldzaam. Het swastikasymbool werd op uitgebreide schaal aangetroffen in de ruïnes van de stad Troje. Ze wordt hier meestal aangetroffen als een zich herhalend element in een randmotief. Zo'n motief van in elkaar grijpende swastika's is bijvoorbeeld te zien in de vloer van de kathedraal van Amiens in Frankrijk. Een rand van in elkaar grijpende swastika's was een veelvoorkomend motief in de Romeinse architectuur en kan ook in recentere gebouwen als neoklassiek element worden aangetroffen. Een fraai voorbeeld is te vinden in een kerk in Nessebar (Bulgarije).

## Religie en mythologie

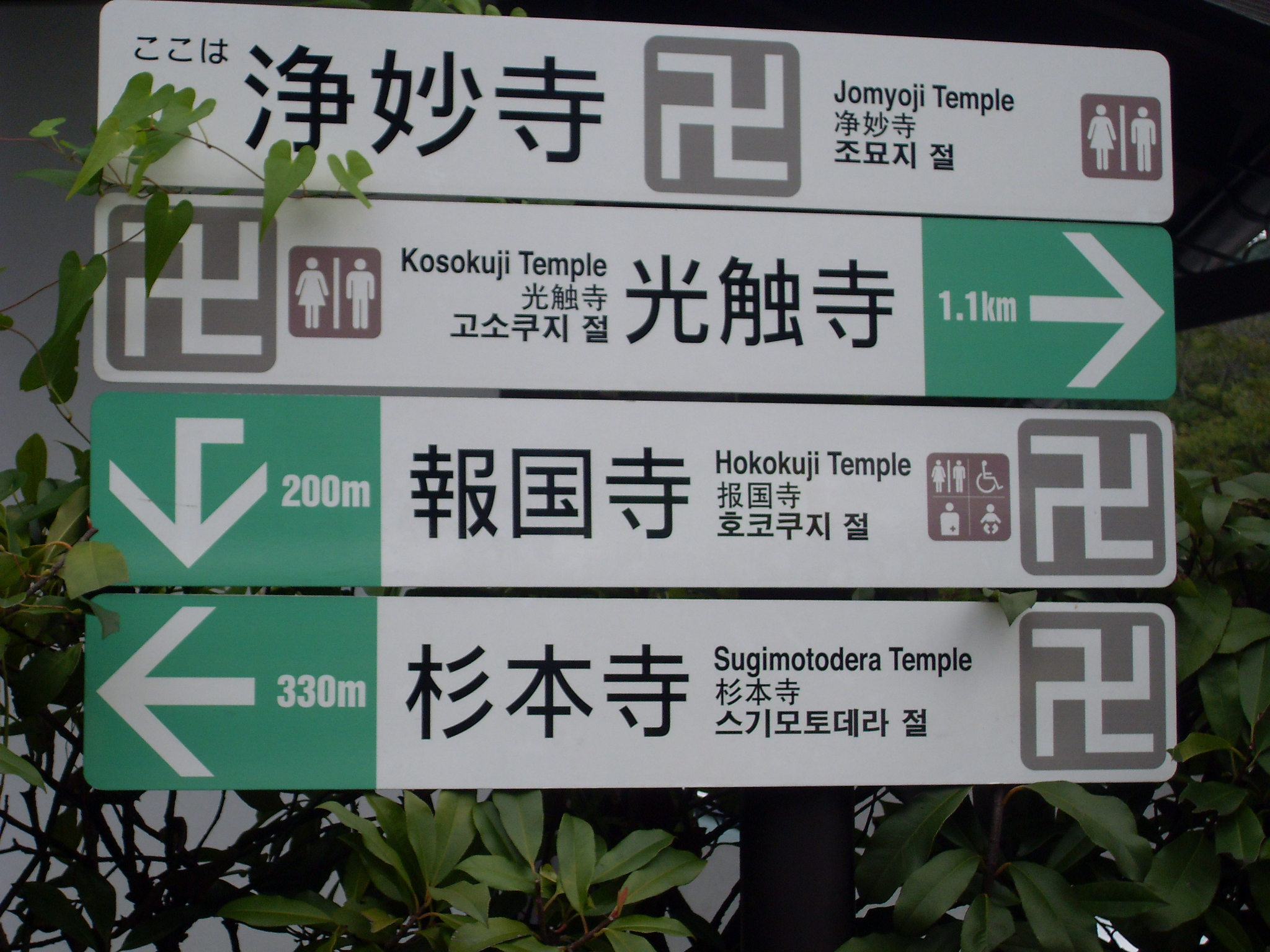
Route naar de boeddhistische Kosukuji-tempels in Kamakura, Japan

### Hindoeïsme
De swastika wordt algemeen aangetroffen in hindoetempels, op altaren, in afbeeldingen en iconografie waar ze als zeer heilig wordt beschouwd. De swastika komt voor bij alle hindoehuwelijken, op festivals, bij ceremoniële gelegenheden, op huizen en boven deuren, op kleding en sieraden, op transportmiddelen (bussen, vrachtwagens) en zelfs als decoratie-element op voedingsmiddelen zoals cakes en gebak en op geschenken en briefpapier. De hindoegod Ganesha wordt vaak afgebeeld als zittend op een lotusbloem op een bed van swastika's.
Ook het Aum- of Om-teken is heilig in het hindoeïsme, maar waar het Om-teken staat voor het primordiale geluid van de schepping is de swastika een puur geometrisch teken waar geen geluid mee is geassocieerd.
Spiritueel symbool
Als spiritueel symbool staat de verticale lijn in de swastika voor het (oneindige) Kosmische Bewustzijn (purusha) en de horizontale lijn voor het Scheppende Principe (prakrti). De armen van de swastika geven de evolutionaire dynamiek en voortgang aan, die purusha en prakrti samen in het universum teweegbrengen. In zijn rechtswijzende vorm vertegenwoordigt de swastika dus de evolutionaire voortgang van het universum met al zijn wezens (pravritii), terwijl de linkswijzende vorm staat voor involutie of teruggang (nivritii). Vanwege deze spirituele betekenis wordt de swastika in allerlei yantra's en andere religieuze ontwerpen gebruikt.
De swastika wordt daarnaast ook gezien als wijzend naar alle vier de geografische hoofdrichtingen (noord, oost, zuid en west) en daarom wordt hij ook geassocieerd met stabiliteit en verankering. En hij wordt gebruikt als symbool voor Surya, de zonnegod in het hindoeïsme. Bij de hindoes uit Bangladesh en het oosten van India (het voormalige Bengalen) wordt het woord swastika ook voor een iets afwijkend symbool gebruikt, dat dezelfde betekenis heeft als de gewone swastika. Dit symbool lijkt een beetje op een stokvormige afbeelding van een mens. Swastika is een veel voorkomende voornaam in Bengalen en een prominent literair tijdschrift in Calcutta heet Swastika.

### Odinisme/Asatru

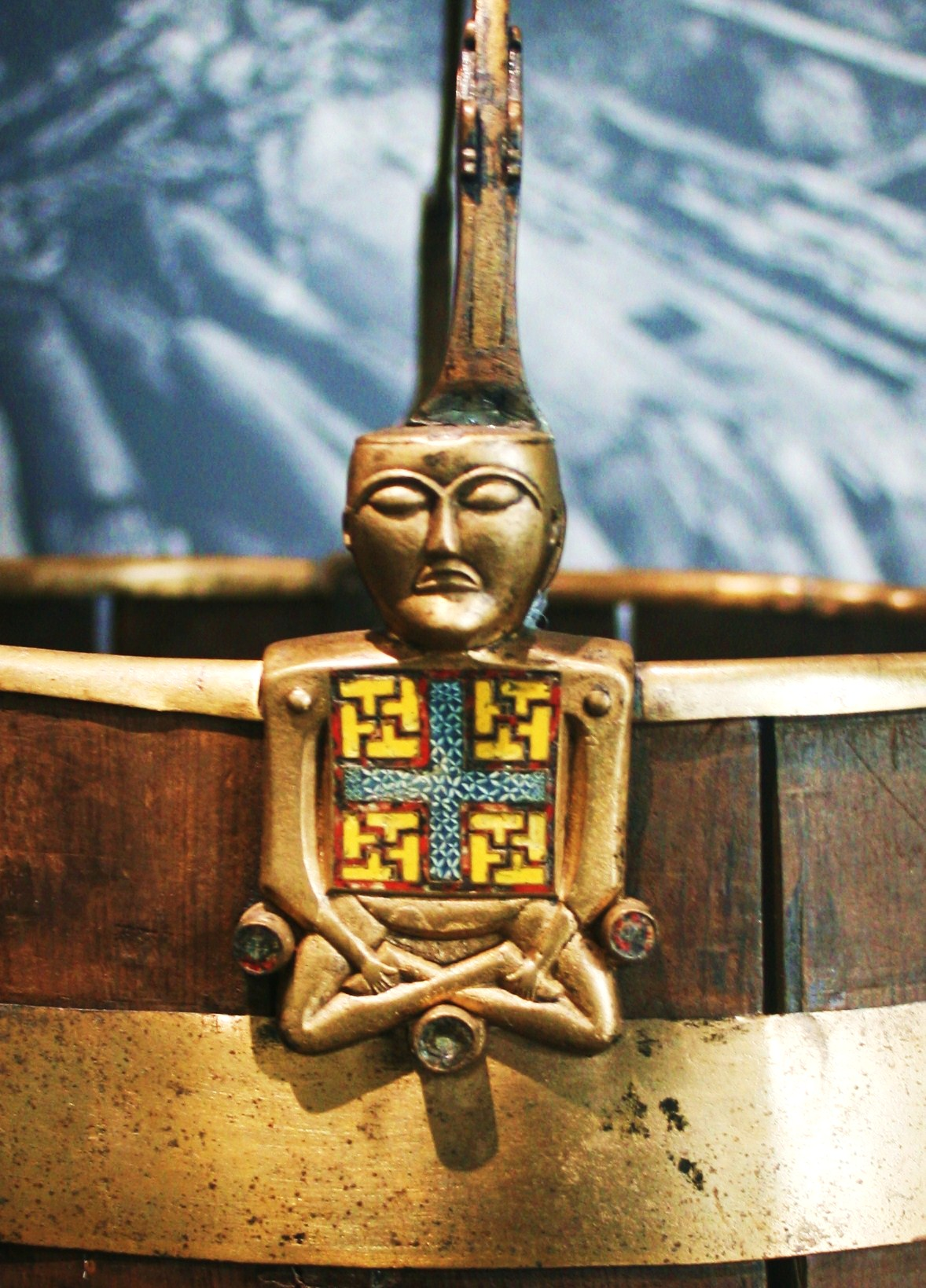
'Boeddhafiguur' (in lotushouding met swastika's op een riem uit een grafheuvel (Osebergschip), ijzertijd, Noorwegen

Ook in het voorchristelijke asatrugeloof komt de swastika, ook wel het zonnewiel genoemd, voor. Hij symboliseert kracht, vernieuwing en de alsmaar doordraaiende cyclus van het leven. Hij symboliseert ook de dageraad en de manier hoe wij met onze problemen omgaan. Ook in het odinisme wordt het zonnewiel gezien als wijzend naar de vier hoofdrichtingen.
Het odinisme zelf is een geloof dat ouder is dan het christelijk geloof en, zoals het woord doet vermoeden, is het een geloof dat teruggrijpt op de Germaanse goden, hoewel de meeste odinisten niet geloven in de goden zelf, maar wel in datgene waar de goden voor staan. Op veel oude rotstekeningen is het zonnewiel in zijn puurste en meest simpele vorm afgebeeld.

### Abrahamitische religies
De swastika is niet wijdverbreid gebruikt in de abrahamitische religies (de monotheïstische godsdiensten die Abraham als aartsvader kennen, te weten het jodendom, het christendom en de islam), omdat de Semitische volkeren een heel andere geschiedenis hebben gekend qua religie, cultuur en taalontwikkeling (gesproken zowel als geschreven taal) dan de volkeren van de Indo-Europese groep.
Waar hij wel wordt toegepast heeft de swastika geen expliciete religieuze betekenis en wordt hij meestal puur decoratief gebruikt of hoogstens als een symbool van geluk. Voorbeelden zijn een swastika in de vloer van de synagoge in Ein Gedi, die werd gebouwd tijdens de Romeinse bezetting van Judea. Sommige christelijke kerken die gebouwd zijn in de romaanse of gotische periode werden versierd met swastika's als voortzetting van Romeinse ontwerpen. Swastika's komen uitgebreid voor in een uit de twaalfde eeuw daterend mozaïek in de St. Sophiakerk in Kiev in Oekraïne. Ze komen ook voor als een zichzelf herhalend ornamenteel motief op een graftombe in de St. Ambrosiusbasiliek in Milaan en als enkel motief op enkele vroegchristelijke graftombes in de catacomben van Rome. De islamitische Vrijdagmoskee van Isfahan in Iran en de Taynalmoskee in Tripoli in Libanon hebben swastikamotieven.

### Falun Gong
Het Falun embleem van het boeddhistische Falun Gong of Falun Dafa bevat meerdere swastika's. Het grote swastikasymbool in het midden van de Falun symboliseert volgens de grondlegger en leermeester Li Hongzhi in zekere zin de Melkweg.

### Indianen

Voormalige vlag van Kuna Yala

Sommige Indiaanse volken zoals de Kuna-indianen gebruiken ook het hakenkruis als symbool. Tot 2010 stond het symbool in de vlag van Kuna Yala.

## Overige betekenissen en gebruiken
De swastika wordt ook wel gezien als symbool van de wentelgang van de vier seizoenen van het ronddraaiend jaar en van de oneindigheid. De swastika is bij de boeddhisten het symbool voor de zon. In het oude China staat de swastika symbool voor de oriëntering naar de vier windstreken en wordt het gebruikt om het getal tienduizend (een aanduiding voor oneindig) weer te geven.
De daoyuan in Peking richtte in 1921 de Rode swastika op.
In de wiskunde is het de benaming van een kromme: de swastika-kromme.